# 2018年宜宾地震
2018年宜宾地震（或称2018年兴文地震）是2018年12月16日发生于中国四川省宜宾市兴文县的强烈地震。据中国地震台网测定，该次地震震中位于北纬28.24度，东经104.95度，震级为5.7级，震源深度约为12千米。这次地震是2018年发生在四川省的震级最大的地震，亦是当时宜宾市有记录以来震级最大的一次地震，记录一直保持到2019年6月。截至12月16日17时30分，该次地震共造成16人受伤。

## 发震背景
中国地震台网中心根据震源机制解结果，判断出这次地震是一次走滑型地震。根据中国地震台网地震目录，从历史上的角度看，该次地震震中附近区域中强地震较为活跃。自1900年以来，本次地震震中距100千米范围内共发生过5级以上地震15次。其中，5级地震13次、6级地震1次、7级地震1次。最大的地震为距此次地震震中约90千米的1974年云南大关北地震（7.1级）。

## 参数测定
据中国地震台网测定，该次地震震中位于中国四川省宜宾市兴文县（北纬28.24度，东经104.95度），震级为5.7级，震源深度约为12千米。美国地质调查局测定的震级数值上较低，为MW 5.4级、mb 5.6级，震源深度约为27.3千米。欧洲地中海地震中心测定的震级与美国地质调查局相同，但震源深度较浅，为约10千米。

## 震害情况
据兴文县防震减灾办报告，截至12月16日17时30分，此次地震共造成16人受伤。受地震影响，周家镇和仙峰乡等地电力暂时中断。周家镇的天然气供应同时停止。
据移动人口大数据分析，本次地震震中距20千米范围内的人口总数约为14万人，50千米范围内约有227万人，100千米范围内则约有1065万人。据网友称，重庆、成都等地震感强烈。据当地居民称，兴文县周家镇龙洞村在地震后发生了山体滑坡。
受本次地震影响，内昆铁路、宜珙铁路以及正在联调联试中的成贵客运专线部分车站有震感。考虑到安全原因，铁路部门紧急封锁线路，并扣停在途列车，暂停成贵客运专线联调联试。因此，途经该区段的部分列车将晚点运行。

## 震后响应
在地震发生后，宜宾市市长和副市长带队前往震区，核实震害情况。根据相关规定，中华人民共和国应急管理部在震后启动了IV级应急响应，并派出了工作小组前往震区进行调查。中国地震局在震后立即进入地震应急处置状态。

## 余震情况
地震发生后，中国地震台网中心和四川省地震局立即进行了视频会商，对后续形势进行了分析。初步研究结果认为，该次地震属于主余型地震，震中地区在短期内发生规模更大地震的可能性不大，但存在发生规模为4.5级左右的有感余震的可能。截至2018年12月16日15时，共发生3.0级以下余震11次。截至目前，2018年宜宾地震的最大余震发生于12月16日20时16分24秒，震级为3.2级。
另外，2019年1月3日上午8点48分，在宜宾市珙县上罗镇、玉和苗族乡交界（北纬28.20度，东经104.86度）发生5.3级地震，震源深度15千米。此次地震震中距兴文地震震中极近，震级也较为接近。中国地震台网中心研究员孙士鋐分析称：珙县地震与宜宾市兴文县发生的地震是同一个地区，两者密切相关。两地同处于与金沙江平行的一条断裂带上。

## 地震预警
地震发生时，由地震部门和成都高新减灾研究所联合建设的大陆地震预警网，成功地预警此次地震。地震预警系统为距震中66千米的宜宾市，抢到了14秒的预警时间；为距震中97千米的泸州市，赢得预警时间23秒；为距震中109千米的毕节市，预警时间27秒，预估烈度2.4度；距震中128千米的自贡市，则有了长达32秒的预警时间。因现代化的通信工具传播速度快，地震波的传播速度相对较慢，两者存在的时间差值使得预警得以实现。